# Harold Doyal
Harold Doyal, né le 17 août 1973 à Springfield (Massachusetts), est un joueur américain de basket-ball.

## Clubs

### Université
- 1991-1995 :  Université Western Washington (NCAA II)

### Professionnel
- 1996-1997 :  Chungsing Tigers (Taïwan)
- 1997-1998 :  Denso White Wolves (Japon)
- 1998-1999 :  Le Havre (Pro A)
- 1999-2000 :  Tenerife (LEB)
- 2000-2001 :  CB Murcie (LEB)
- 2001-2002 :  Reims (Pro B)
- 2002-2003 :  Rueil (Pro B)
- 2003-2005 :  Châlons (Pro A)
- 2005-2006 :  Calpe Aguas (LEB)
- 2006-2007 :  Caja Rural Melilla (LEB)
- 2007-2008 :  CB L'Hospitalet (LEB)

## Distinctions
- Vainqueur du concours de dunks du All-Star Game LNB 1999